# Acystopteris tenuisecta
Acystopteris tenuisecta là một loài thực vật có mạch trong họ Woodsiaceae. Loài này được (Blume) Tagawa miêu tả khoa học đầu tiên năm 1938.